# Ladislavec
Ladislavec is een plaats in de gemeente Zlatar in de Kroatische provincie Krapina-Zagorje. De plaats telt 149 inwoners (2001).